# Kościół San Donato w Scopeto
Kościół San Donato w Scopeto – nieistniejący kościół ufundowany w 1446 przez papieża Eugeniusza IV. W nim znajdowały się liczne obrazy renesansowych włoskich malarzy, w tym jedna z pierwszych prac Leonarda da Vinci z 1481 – Pokłon Trzech Króli. W 1529 kościół został spalony podczas oblężenia Florencji. Jego fragmenty, frontowa fasada, znajduje się obecnie w kościele św. Jacopo Soprarno (Jacopo sopr’Arno) przywieziona tam w 1575. Obrazy można obejrzeć w galerii Uffizi.
Scopeto jest małą miejscowością wypoczynkową leżącą pomiędzy miastami Florencja a Siena w Toskanii we Włoszech. Znajduje się w niej kilka domów wczasowych – hoteli przyjmujących zamożnych gości z sąsiadujących miast, wyposażonych w korty tenisowe i pola golfowe.

## Borgo Scopeto
Dwór o tej nazwie był letnią rezydencją rodziny Soccinich, w której w młodości mieszkał Faust Socyn.